# Gudatrigakwitl
Gudatrigakwitl är en skapelsegud som är unik i de nordamerikanska Wiyotindianernas mytologi.
Gudatrigakwitl skapade jorden, människan och alla andra varelser och ting genom ren tankekraft, utan att använda några verktyg.